# ねじ結び

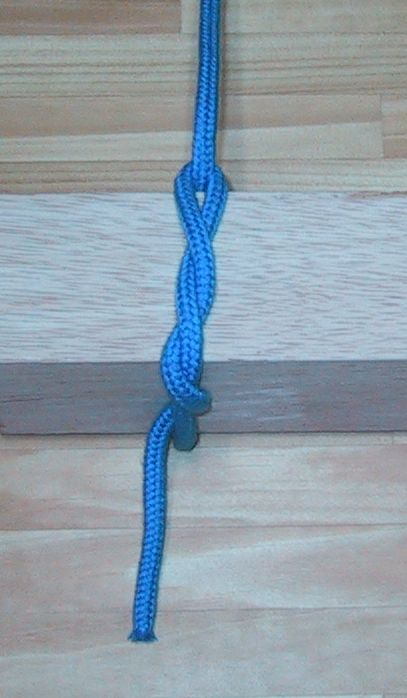
ねじ結び

ねじ結び（ねじむすび）とは、ロープを芯に縛りつける結び方（ヒッチ）のひとつ。ねじり結び・立ち木結び・より結びともいう。英語ではティンバー・ヒッチ（Timber hitch）。
ねじ結びは1625年の『帆船教本』で紹介されている。

## 結び方

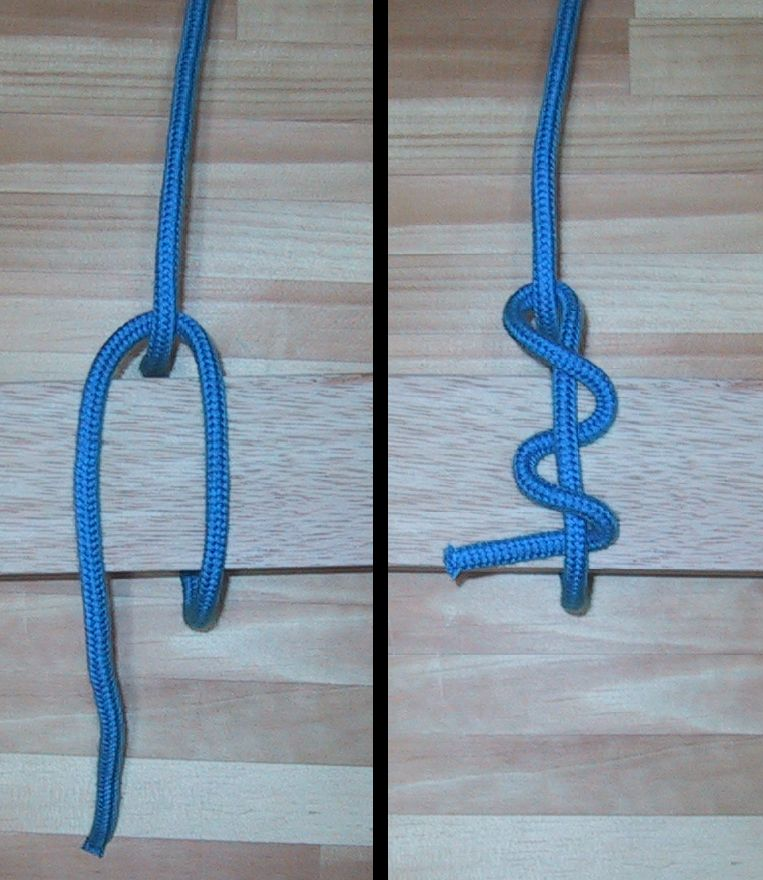
ねじ結びの結び方

芯に対してひと結びを施した上で、芯に対して巻かれた部分に動端を何度か巻きつけることによって完成する。右図も参照。
巻きつけるときの向きは、ロープの撚りの向きと合わせるようにする。

## 特徴・用途

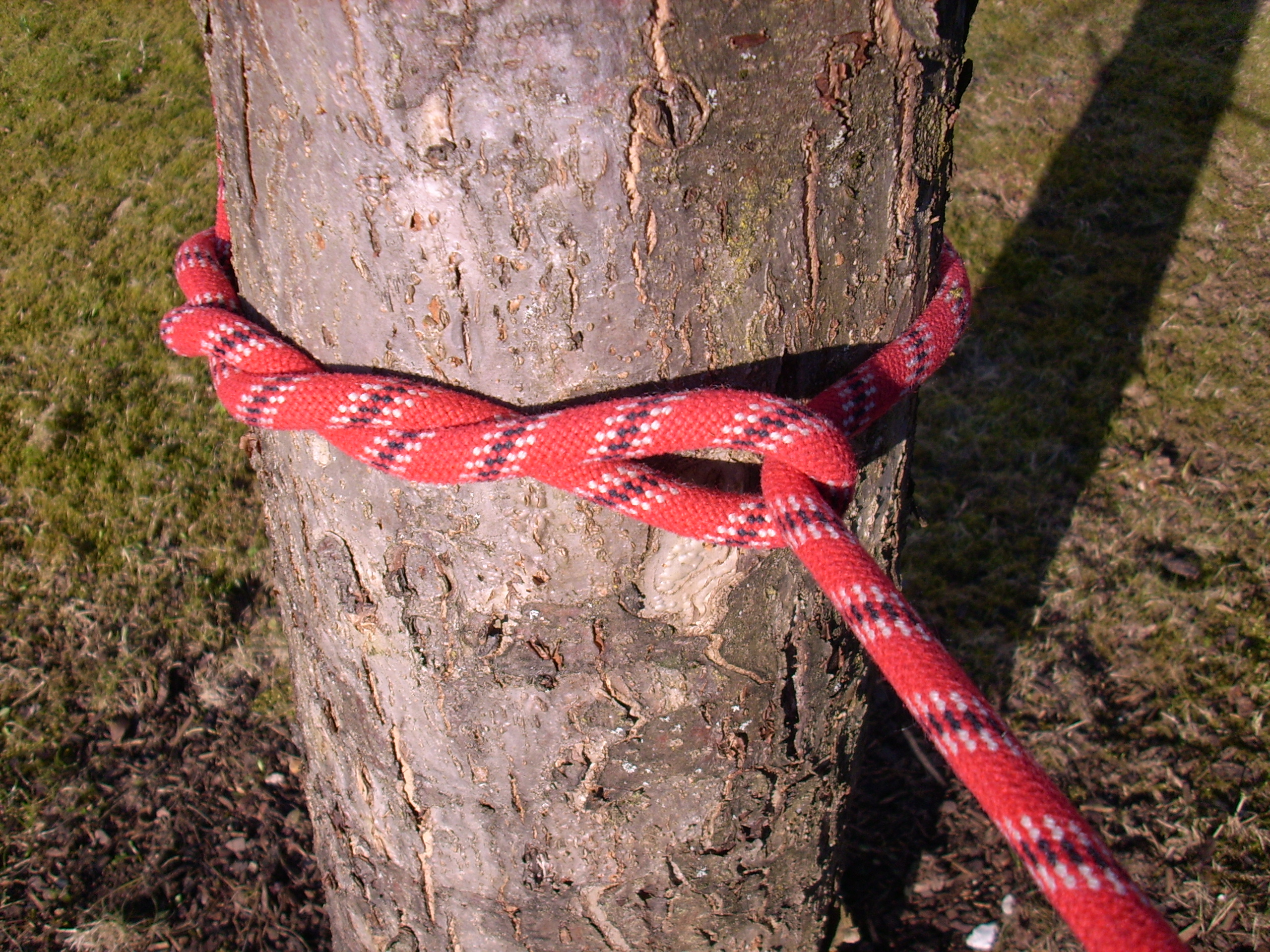
立ち木に施したねじ結び

結びとしての強度はそれほど高くないが、動端を巻きつける回数を増やすことによって高めることができる。また、ロープが芯と同じ向きに荷重がかかる状況で使う場合は、ロープが引かれるにしたがって撚りがしまっていくような向きにするとほどけにくくなる。
小さな船を係留するときやキャンプで張り網を立ち木に縛るときなどに使用される。

## 関連する結び目
丸太結び
ねじ結びした上で、芯のすぐ近くの別のところにさらにひと結びを加える結び。引き綱結びともいう。